# Józef Benedykt Majewski
Józef Benedykt Majewski (ur. 31 marca 1805 w Łaskarzewie, zm. 22 lutego 1855 w Warszawie) – polski aktor, uczestnik powstania listopadowego.

## Życiorys
Urodził się 31 marca 1805 w Łaskarzewie w rodzinie Józefa i jego żony Marianny z domu Laskus i miał brata Walentego i dwie siostry - Józefę i Mariannę.
Sztuki aktorskiej uczył się u Bonawentury Kudlicza w warszawskiej Szkole Dramatycznej. 1 sierpnia 1825 został zaangażowany do chóru teatru warszawskiego. Krótko występował w zespole Ignacego Brelewskiego oraz w u Szymona Włodka. W 1829 zaangażował się do Teatru Rozmaitości i występował w nim do 1853.
Wziął udział w powstaniu listopadowym - uczestniczył w bitwie pod Stoczkiem w której został ranny. Odznaczony został Srebrnym Krzyżem Virtuti Militati.
Będąc niskiego wzrostu grał przeważnie role komiczne np: służących i lokajów. "Ceniony był dla humoru i dziwnej swobody w grze" - tak o nim pisano. W swoim repertuarze miał m.in. role:
- Grzegorza w "Kto kocha, ten się kłóci",
- Marcina w "Miłość i rozsądek",
- Jana w "Wuj i siostrzeniec",
- Zięby w "Pani koniuszynej",
- Pedrilla w "Mali protektorowie",
- Kasperka w "Siostrze Kasperka",
- Jacquota w "Kolei wersalskiej",
- Franciszka w "Kucharach",
- Motusa w "Mąż i kochanek",
- Filipa w "Dożywociu"

Był autorem komedii "Zazdrośni w miłości" i kronikarzem teatrów warszawskich.
W 1837 poślubił Zofię Paulinę Brzezińską i mieli czterech synów:Adam August Ignacy, Józef Henryk Kacper, Władysław Agapit, Karol Henryk.
Zmarł w Warszawie 22 lutego 1855 i pochowany został na cmentarzu powązkowskim.